# Mash-up (video)
Il mash-up (scritto anche mashup), in ambito audiovisivo, è una tecnica che consiste nella ricombinazione e rielaborazione di materiale eterogeneo preesistente (video, audio, testo, ecc.) in un'unica composizione completamente rinnovata e indipendente, dotata di autonome connotazioni espressive. Spesso caratterizzato da intenti ironici o satirici, il mash-up è talvolta utilizzato nella creazione di video musicali e spot pubblicitari, ma trova il suo principale campo di applicazione nel contesto della videoarte.

## Caratteristiche del Mash-up
1. Innanzitutto si prendono uno o più materiali audio-visivi (musiche, video, immagini) dal web, tendenzialmente virali (come meme o fenomeni trash), li si scarica e li si inserisce nel programma di montaggio. Materiali audio-visivi possono essere anche video di personaggi pubblici (come i politici), di youtubers (creatori di contenuti di rilevanza all'interno della piattaforma di YouTube) o addirittura interi film e serie TV.
2. Una volta inserite le sources nel programma di montaggio, il mash-up può avvenire inserendo intere clip o ricorrendo alle più disparate funzioni di montaggio, qui di seguito elencate (solo in parte):
  - Sentence mixing (lett. mescolanza di frasi): consiste nel montare (in gergo: tagliare e incollare) tra loro più parti di un discorso (presente nella source), di durata variabile (da vere e proprie sillabe a intere locuzioni) che nell'insieme vanno a costituire una frase ironica, nonsense o irriverente.
  - Reverse: consiste nella riproduzione speculare di una sillaba, di un sintagma o di un'intera frase. Ad esempio, avendo la frase “mi piace ballare”, un suo reverse può essere: “mi piace erallab”, o ancora “miim piacecaip ballaallab” (ecc.). Un esempio di reverse noto presso chi segue le YTP, è l'insieme di una sillaba e del suo speculare: es. “SaaS”, “SooS”, “SeeS”, “MaaM”, “BeeB” (ecc.). Il reverse può anche essere applicato per la riproduzione speculare di una o più parti video della source.
  - Buzz Loop: I Buzz Loops (o protoni nel gergo utilizzato tra i creatori di YTP italiani) consistono nel montaggio di minuscole parti audio (dalla durata massima, tendenzialmente, di 0,5 sec. fino a una minima di centesimi di secondo) ripetute più volte tra loro: si andrà quindi ad avere, in pochi secondi di video, un centinaio di sezioni identiche di audio ripetute. Questo stratagemma dà vita a rumori metallici e gracchianti, che possono spesso rientrare nella categoria di ear-rape (letteralmente “stupro di orecchie” con cui si identificano suoni fastidiosi e dal volume estremamente elevato).
  - Masking e Tracking: utilizzati soprattutto tra i videoamatori più esperti, il masking ( “scontornamento”, che permette di ritagliare una determinata sezione di un frame ) e il tracking (la possibilità di costruire il movimento di una PIP su più frames) sono funzioni fondamentali se si vuole, per esempio, applicare o rimuovere un oggetto, un soggetto o una parte di essi su qualcosa di preesistente nella source. Importante funzione del masking è la possibilità di scontornare frame by frame una figura e applicarla su di uno sfondo verde: si crea così un greenscreen.
  - Mirroring: il mirroring (o effetto specchio) permette di unire tra loro due sezioni speculari di uno o più frames.
  - (Chroma) Keying: utilizzato per applicare uno o più greenscreen sulla source.

Vi sono poi moltissime altre funzioni, tra cui diverse di deformazione di immagini, o di creazione di tremolio, o di cambio del colore.